# Bemidji Regional Airport

i7
i11
i13
Der Bemidji Regional Airport (IATA-Code: BJI, ICAO-Code: KBJI) ist der Flughafen der Stadt Bemidji im Beltrami County im mittleren Norden des US-amerikanischen Bundesstaates Minnesota.
Der Flughafen befindet sich im gemeinsamen Eigentum der Stadt Bemidji und des Beltrami County und wird über die Airport Authority betrieben.
Die Federal Aviation Administration (FAA) stuft den zum National Plan of Integrated Airport Systems gehörenden Flughafen anhand der Zahl von 22.007 abfliegenden Passagieren als primary commercial service airport ein.

## Lage
Über den U. S. Highway 2 und den Paul Bunyan Drive ist der Flughafen mit dem 6,9 km südöstlich gelegenen Stadtzentrum von Bemidji verbunden. Unweit des Flughafens verläuft der U.S. Highway 71, die von der kanadischen Grenze bei International Falls nach Süden führt.

## Ausstattung
Der 700 Hektar große Flughafen verfügt über zwei Start- und Landebahnen, die je einen Asphaltbelag haben. Es gibt einen Passagierterminal mit zwei Fluggastbrücken und eine Gepäckförderanlage. Die Mietwagenfirmen Alamo, Enterprise, Hertz, und National  haben Stützpunkte im Empfangsgebäude.

## Flugzeuge und Flugbewegungen
Auf dem Flughafen sind insgesamt 40 Flugzeuge stationiert. Davon sind 23 einmotorige und 15 mehrmotorige Propellermaschinen sowie zwei Hubschrauber.
Von den 36 Flugbewegungen pro Tag sind 59 Prozent der Allgemeinen Luftfahrt und 13 Prozent dem Lufttaxiverkehr zuzuordnen. Linienflüge machen 23 Prozent aus. Daneben gibt es noch rund fünf Prozent militärische Flugbewegungen.

## Fluggesellschaften und Flugziele

### Linienflug
- Delta Connection – betrieben von SkyWest Airlines – nach Minneapolis-Saint Paul[3]

### Charterflug
- Sun Country Airlines – nach Laughlin/Bullhead International Airport (Laughlin, NV/Bullhead City, AZ)

### Frachtflug
- Bemidji Airlines[4] – nach Minneapolis-Saint Paul
- FedEx Feeder – betrieben von Corporate Air[5] – nach Grand Forks